# (7488) Robertpaul
(7488) Robertpaul (1995 KB1) – planetoida z pasa głównego asteroid okrążająca Słońce w ciągu 2,74 lat w średniej odległości 1,96 j.a. Odkryta 27 maja 1995 roku.